# THE GREAT VACATION VOL.2 〜SUPER BEST OF GLAY〜
『THE GREAT VACATION VOL.2 〜SUPER BEST OF GLAY〜』（ザ・グレート・バケーション　ボリューム・ツー　スーパー・ベスト・オブ・グレイ）は、日本のロックバンド、GLAYのベストアルバム。2009年10月21日リリース。

## 内容
- 本作でアルバムとしては通算11作目となるオリコンアルバムチャート1位獲得を果たした。
- 本作品はGLAYデビュー15周年を記念してリリースされるベストアルバム第2弾である。1994年のメジャーデビューから2000年までのシングルA面曲全て（ただし、「MERMAID」「Missing You」は『THE GREAT VACATION VOL.1 〜SUPER BEST OF GLAY〜』に収録されたので除く）に加え、再録5曲、新曲11曲を収録したCD3枚組、全42曲で構成。『「HOWEVER」「誘惑」「Winter,again」などミリオンセラーを記録した大ヒット曲に加え最新曲も収録されている、無敵のGLAYを体験できるベスト盤』と紹介されている。6月10日に発売された『THE GREAT VACATION VOL.1 〜SUPER BEST OF GLAY〜』と併せると、15年間のGLAYの歩みが完全に掌握できる対のベストアルバムとされている。またトップエンジニア、テッド・ジェンセンによるデジタル・リマスタリングが施され、より高音質となっている。

## 本作の仕様
- Vol.1同様、初回限定盤A、初回限定盤B、通常盤の3形態でリリース。

### 初回限定盤A
- 3CD+2DVDの5枚組（￥6800）。
- DVD収録内容：「MUSIC VIDEO集」
本作に収録されている楽曲のPVを網羅。（全24曲、うち2曲はバージョン違い）

### 初回限定盤B
- 3CD+2DVDの5枚組（￥6800）。
- DVD収録内容：「GLAY 15Years BEST LIVE集」
デビューから2009年までのライブ映像の中から、ファンのリクエストを元に選曲されたベストライブ集（未商品化映像も含まれている）。副音声にてメンバー・コメンタリー収録。

### 通常盤
- CD3枚組（￥4500）。
- 2009年12月31日までの期間限定で、15th ANNIVERSARY価格（￥3900）となる。

## 収録曲
- 特別記載が無い限り、作詞・作曲：TAKURO　編曲：GLAY、佐久間正英

### Disc 1
1. RAIN (6:52)
  - 作詞：YOSHIKI / 作曲：YOSHIKI、TAKURO / 編曲：YOSHIKI

1stシングル。本作では1stアルバム『SPEED POP』に収録された、出だしの雨の音がカットされているバージョンを収録。
2. 真夏の扉 (5:06)
  - 作詞・作曲：TAKURO / 編曲：GLAY、土屋昌巳

2ndシングル。
3. 彼女の“Modern…” (4:31)
3rdシングル。
4. Freeze My Love (5:34)
4thシングル。
5. ずっと2人で… (7:08)
5thシングル「ずっと2人で…／GONE WITH THE WIND」の1曲目。
6. GONE WITH THE WIND (5:35)
5thシングル「ずっと2人で…／GONE WITH THE WIND」の2曲目。
7. Yes, Summerdays (5:13)
6thシングル。
8. 生きてく強さ (3:55)
7thシングル。
9. グロリアス (4:55)
8thシングル。
10. BELOVED (4:48)
9thシングル。
11. a Boy 〜ずっと忘れない〜 (4:54)
10thシングル。
12. カーテンコール (5:38)
3rdアルバム『BELOVED』収録曲。
13. 春を愛する人 (5:04)
3rdアルバム『BELOVED』収録曲。
14. 口唇 (4:34)
11thシングル。本作にはピアノイントロが追加されている。
15. HOWEVER (5:34)
12thシングル。

### Disc 2
1. 誘惑 (4:21)
13thシングル。
2. SOUL LOVE (4:29)
14thシングル。
3. pure soul (6:25)
4thアルバム『pure soul』収録曲。
4. I'm in Love (6:36)
4thアルバム『pure soul』収録曲。
5. BE WITH YOU (5:12)
15thシングル。シングルバージョンはアルバム初収録（『-Ballad Best Singles- WHITE ROAD』には歌い出し部分にブレス音が追加されている）。
6. Winter,again (5:14)
16thシングル。
7. サバイバル (4:34)
ビデオシングル。
8. ここではない、どこかへ (5:49)
17thシングル。シングルバージョンはアルバム初収録。
9. HAPPINESS -WINTER MIX- (5:52)
18thシングル。シングルバージョンはアルバム初収録。
10. とまどい (4:28)
20thシングル「とまどい／SPECIAL THANKS」の1曲目。シングルバージョンはアルバム初収録。
11. SPECIAL THANKS (5:00)
20thシングル「とまどい／SPECIAL THANKS」の2曲目。
12. ごらん、世界は苦しみに満ちているよ。 (再録) (2:40)
  - 作詞・作曲：NEVER MIND / 編曲：NEVER MIND、佐久間正英

GLAYの変名バンドNEVER MINDのアルバム『I ♥ N.M』収録曲。本作のために再録。
13. TWO BELL SILENCE (再録) (4:18)
インディーズアルバム『灰とダイヤモンド』収録曲。本作のために再録。
14. SHUTTER SPEEDSのテーマ (再録) (3:17)
  - 作詞：TAKURO / 作曲：JIRO / 編曲：GLAY、佐久間正英

3rdアルバム『BELOVED』収録曲。本作のために再録。
15. ACID HEAD (再録) (6:06)
  - 作詞：TAKURO、TERU / 作曲：TAKURO / 編曲：GLAY、佐久間正英

5thシングル「ずっと2人で…／GONE WITH THE WIND」のカップリング曲。本作のために再録。
16. BURST (再録) (3:44)
インディーズアルバム『灰とダイヤモンド』収録曲。本作のために再録。

### Disc 3
1. GREAT VACATION (5:09)
『GLAY 15th Anniversary Special Live 2009 THE GREAT VACATION in NISSAN STADIUM』の8月15日のチケットをTSUTAYAを通して先行予約した際に配布された楽曲。
2. FAME IS DEAD (4:41)
新曲。
3. absolute"ZERO" (3:35)
  - 作詞：TAKURO / 作曲：JIRO / 編曲：GLAY、佐久間正英

新曲。9thアルバム『LOVE IS BEAUTIFUL』のセッション時にはすでに出来ていた曲。
4. RainbirD (4:48)
  - 作詞・作曲：TERU / 編曲：GLAY、佐久間正英

新曲。
5. LET ME BE (6:22)
映画『イサム・カタヤマ=アルチザナル・ライフ』主題歌。
『GLAY 15th Anniversary Special Live 2009 THE GREAT VACATION in NISSAN STADIUM』の8月16日のチケットをTSUTAYAを通して先行予約した際に配布された楽曲。
後に、ライブバージョンが「LET ME BE Live Ver. 2009-2010 at makuhari messe」としてiTunes Storeで配信された。
6. BLACK EYES SHE HAD (4:15)
新曲。
7. Tokyo vice terror (2:08)
  - 作曲：HISASHI / 編曲：GLAY

新曲。日産スタジアムのオープニング・ムービー用に作られたが、本作に収録されることになった。
8. 1988 (3:22)
  - 作詞・作曲：HISASHI / 編曲：GLAY、佐久間正英

新曲。前曲から間を置かずに曲が始まる。
タイトルは作詞・作曲を担当したHISASHIが1988年にGLAYに加入したことから。タイトルの読みについて、作者であるHISASHIは「イチキュウハチハチ」と言っているが、TERUはライブで「ナインティーン・エイティエイト」とタイトルコールしている。
9. RUCA (3:02)
新曲。2000年あたりには原型が出来ていたが、完成したのは9年後。もともとは歌詞がないインスト曲だった。
10. おまえと供にある (6:02)
新曲。TAKUROが初のメインボーカルを担当。
11. REAL SHADOW (4:18)
新曲。TAKURO曰く「『口唇』や『誘惑』が持っている色気みたいなものを、もっと大人っぽくした曲。」

## 初回特典DVD収録内容

### 初回限定盤A:MUSIC VIDEO集

#### Disc 1
1. RAIN
2. 真夏の扉
3. 彼女の“Modern…”
4. Freeze My Love
5. ずっと2人で…
6. Yes, Summerdays (directed by Yutaka Onaga)
7. Yes, Summerdays (directed by Eiki Takahashi)
8. 生きてく強さ
9. グロリアス
10. BELOVED
11. a Boy 〜ずっと忘れない〜
12. 春を愛する人

#### Disc 2
1. 口唇
2. HOWEVER
3. 誘惑
4. SOUL LOVE
5. BE WITH YOU
6. Winter,again (directed by Yutaka Onaga)
7. Winter,again (directed by Hiroyuki Nakano)
8. サバイバル
9. ここではない、どこかへ
10. HAPPINESS -WINTER MIX-
11. とまどい
12. SPECIAL THANKS

### 初回限定盤B:GLAY 15Years BEST LIVE集

#### Disc 1
1. 月に祈る
無限のdéjà vu DOCUMENT of “BEAT out!” TOURS
2. HIT THE WORLD CHART!
HIT THE WORLD 〜GLAY Arena Tour '97 at YOYOGIDAIICHITAIIKUKAN
3. Little Lovebirds
“pure soul” TOUR '98
4. YOU MAY DREAM
“SUMMER of '98” pure soul in STADIUM
5. pure soul
DOME TOUR “pure soul” 1999 LIVE IN BIG EGG
6. 都忘れ
GLAY Acoustic Live in 日本武道館 produced by JIRO
7. HEAVY GAUGE
GLAY ARENA TOUR 2000 “HEAVY GAUGE” in SAITAMA SUPER ARENA
8. GLOBAL COMMUNICATION
GLAY EXPO 2001 “GLOBAL COMMUNICATION” in TOKYO STADIUM
9. 真夏の扉
GLAY EXPO 2001 “GLOBAL COMMUNICATION” LIVE IN HOKKAIDO
10. 嫉妬
GLAY DOME TOUR 2001-2002 ONE LOVE
11. またここであいましょう
日中国交正常化三十周年特別記念コンサート GLAY ONE LOVE in 北京 LIVE&DOCUMENT
12. HIGHCOMMUNICATIONS
GLAY HIGHCOMMUNICATIONS 2003
13. HOWEVER
LOVES & THANKS 〜波動する心音〜 GLAY EXPO 2004 in UNIVERSAL STUDIOS JAPAN “THE FRUSTRATED”
14. LAYLA
Re-birth 〜ROCK'N' ROLL SWINDLE at NIPPONBUDOUKAN〜
15. MIRROR
GLAY ARENA TOUR 2007 “LOVE IS BEAUTIFUL” -COMPLETE EDITION-
16. ROSY
GLAY HIGHCOMMUNICATIONS TOUR 2007-2008 at Shibuya C.C.Lemon Hall 19.Feb.2008

#### Disc 2
1. VERB
GLAY VERB TOUR FINAL “COME TOGETHER 2008-2009”
2. SAY YOUR DREAM
TAKURO Produce Live 2009 THE GREAT VACATION -extra- 10 years 〜あれから10年も、このさき10年も〜
3. ACID HEAD
TERU Produce Live 2009 THE GREAT VACATION -extra- BOYS ONLY NIGHT
4. JUNK ART
JIRO Produce Live 2009 THE GREAT VACATION -extra- OSAKA CRASH NIGHT!!
5. 笑顔の多い日ばかりじゃない
HISASHI Produce Live 2009 THE GREAT VACATION -extra- RESONANCE Vol.2
6. 彼女の“Modern…”
MEET & GREET VACATION in 横浜・みなとみらい
7. RUN
GLAY HALL TOUR 2009 THE GREAT VACATION in NAGAOKA
8. I am xxx
GLAY 15th Anniversary Special 2009 THE GREAT VACATION in NISSAN STADIUM 8/15 ROCK
9. I'm in Love
GLAY 15th Anniversary Special 2009 THE GREAT VACATION in NISSAN STADIUM 8/16 LOVE

<BONUS TRACK>
10. つづれ織り〜so far and yet so close〜
Re-birth 〜ROCK'N' ROLL SWINDLE at NIPPONBUDOUKAN〜
11. BEAUTIFUL DREAMER
GLAY ARENA TOUR 2007 “LOVE IS BEAUTIFUL” -COMPLETE EDITION-

## 演奏
Disc 1
- マイク・ベアード：Drums (#1)
- YOSHIKI：Keyboards, Strings Arrange (#1)
- Geoff Grace：Synthesizer (#1)
- 上島明：Drums (#2)
- 土屋昌巳：Additional Electric Guitars (#2)
- 川島裕二：Keyboards (#2)
- 湊雅史：Drums (#3)
- 佐久間正英
  - Keyboards (#3-13)
  - Synthesizer (#7.8.10.11.12.13)
- そうる透：Drums (#4.5.6.7)
- 永井利光：Drums (#8-15)
- D.I.E.
  - Keyboards (#12.13.14)
  - Synthesizer (#12.13)
  - Piano (#15)
- 加藤JOEグループ：Strings (#15)

Disc 2
- TAKURO：
  - Piano (#6.9)
  - Keyboards (#6)
- 永井利光：All Drums
- 佐久間正英
  - Piano (#3-7.9-13)
  - Organ (#13)
  - Keyboards (#3-7.9.10.11.14.15.16)
  - Programming (#3-11)
- D.I.E.：Piano, Keyboards (#3.4.5)
- 中山加奈子、Nao、山戸繁和 (CPIPTON)：Guitar, Chorus (#4)
- 荘口彰久、ANGIE、Atsunori Masubuchi、バッキー木場、CHIROLYN、高間秀樹、小池弘之、Izumi Yamaguchi、大角香里、Kazuko Takamiyagi、せがわきり、今野久美・大沢奈央子 (CRIPTON)、富田京子 (W-VISION)長島三奈、オセロ (中島知子、松嶋尚美)、高宮城ネスター、鈴木紗理奈、Sawako、山本シュウ、Takeshi Nomura、川上とも子、水村玲子：Chorus (#4)
- 小森茂生
  - Keyboards (#7.8.10.11)
  - Piano (#8)
- Ian Pitter, Yvonne Shelton, Wendi Rose, Brendan Guyatt：Chorus (#9)

Disc 3
- HISASHI：Programming (#7)
- 永井利光：Drums (#1.2.3.4.6.7.8.10)
- 佐久間正英
  - Piano (#4.10)
  - Organ (#10)
  - Keyboards (#1.2.3.4.6.11)
  - Strumed Acoustic Guitar (#9)
  - Programming (#1)
  - Strings Arrangement (#4)
- クラッシャー木村ストリングス：Strings (#4)
- 永井誠一郎：Piano, Piano Arrangement (#5)
- 四家卯大：Cello (#5)
- 松下敦：Drums (#11)